# Андриамихадза
Андриамихадза (малаг. Andrianmihaja, ? — 1833, Имерина) — малагасийский государственный и военный деятель, премьер-министр мадагаскарского королевства Имерина в 1828—1833 годах.

## Биография
Сын малагасийского дворянина Рацитатанина, племянника первого короля Мадагаскара Радамы I. Его отец за участие в восстании был казнён в 1822 году.
В середине 1820-х годов Андриамихадза служил военным офицером, командовавшим войсками. В молодости он стал сторонником королевы Ранавалоны I в её борьбе за власть после смерти Радамы I. Благодаря его поддержке в вооруженных сил Мадагаскара, подавил выступление офицеров, которые пытались возвести на престол принца Ракатобе, сына старшей сестры покойного короля, в результате чего стало возможным восшествие на престол Ранавалоны I.
Вскоре после этого Андриамихадза, будучи близким советником королевы, был назначен её премьер-министром, а также главнокомандующим. Андриамихадза часто характеризуется как первый человек, который занимал должность премьер-министра или главного министра на Мадагаскаре. Реформатор, способствовавший развитию образования на острове. Будучи обращённым в христианство, был сторонником европеизации.
Андриамихадза был одним из любовников Ранавалоны I и после её воцарения неофициально считался её мужем. Историки считают, что Радама II был сыном любовника Ранавалуны I молодого офицера Андриамихадза, так как король Радама I умер за девять месяцев до его рождения.
Группа из соперников и недоброжелателей Андриамихадза, включая Райнихару, обвинила его в измене, в результате Ранавалона I сначала удалила его от двора и лишила занимаемых должностей, а после того, как было заявлено, что он завёл роман с принцессой, приказала его казнить.
Похоронен в Намехане на Мадагаскаре.